# Bothriocline amplifolia
Bothriocline amplifolia là một loài thực vật có hoa trong họ Cúc. Loài này được (O.Hoffm. & Muschl.) M.G.Gilbert mô tả khoa học đầu tiên năm 1981.